# میگل پینتو
میگل پینتو (اسپانیایی: Miguel Pinto‎؛ زادهٔ ۴ ژوئیهٔ ۱۹۸۳) یک بازیکن فوتبال اهل شیلی است.

## تیم ملی
وی همچنین در تیم ملی فوتبال شیلی بازی کرده است.